# The Traveling Wilburys Collection
The Traveling Wilburys Collection è un cofanetto che raccoglie i due album dei Traveling Wilburys (Traveling Wilburys Vol. 1 e Traveling Wilburys Vol. 3) più un DVD comprendente videoclip e un documentario.

## Tracce

### Disco 1 - Vol.1
1. Handle with Care – 3:20
2. Dirty World – 3:30
3. Rattled – 3:00
4. Last Night – 3:48
5. Not Alone Any More – 3:24
6. Congratulations – 3:30
7. Heading for the Light – 3:37
8. Margarita – 3:15
9. Tweeter and the Monkey Man – 5:30
10. End of the Line – 3:30
11. Maxine (inedito composto da George Harrison; presenta sovraincisioni del 2007) - 2:49
12. Like a ship (inedito; presenta sovraincisioni del 2007) - 3:30

### Disco 2 - DVD
1. The True History of the Traveling Wilburys (documentario di 24 minuti)
2. Handle With Care (videoclip)
3. End of the Line (videoclip)
4. She's My Baby (videoclip)
5. Inside Out (videoclip)
6. Wilbury Twist (videoclip)

### Disco 3 - Vol.3
1. She's My Baby – 3:14
2. Inside Out – 3:36
3. If You Belonged To Me – 3:13
4. The Devil's Been Busy – 3:18
5. 7 Deadly Sins – 3:18
6. Poor House – 3:17
7. Where Were You Last Night? – 3:03
8. Cool Dry Place – 3:37
9. New Blue Moon – 3:21
10. You Took My Breath Away – 3:18
11. Wilbury Twist – 2:56
12. Nobody's Child (traccia bonus tratta dalla compilation a scopo benefico Nobody's Child: Romanian Angel Appeal, 1990) - 3:28
13. Runaway (lato B di She's My Baby)

## Formati
Il cofanetto è stato pubblicato in diversi formati:
- Standard: 2 CD + DVD, libretto di 16 pagine
- Deluxe limitata: 2 CD + DVD, cofanetto deluxe, libretto deluxe di 40 pagine, note aggiuntive, certificato di autenticità, cartoline.
- Vinile: 2 LP originali + 12" comprendente tracce bonus
- Versione digitale